# E57号線
E57号線 (E57ごうせん、英: European route E57) はヨーロッパを南北に結ぶ欧州自動車道路のAクラス幹線道路。
オーストリアのザットレットを基点にスロベニアのリュブリャナまでを結ぶ。

## 経路

### 経過する主要都市
- オーストリア
  - E56号線 - ザットレット（英語版）
  - E651号線 - リーツェン（英語版）
  - ザンクト・ミヒャエル・イム・ルンガウ（英語版）
  - E59号線,E66号線 - グラーツ
- スロベニア
  - E59号線 - マリボル
  - E61号線,E70号線 - リュブリャナ